# Église Saint-Louis de Sète
Pour les articles homonymes, voir Église Saint-Louis.
L’église Saint-Louis, dite décanale, est une église située au cœur du quartier Haut de Sète construite tout à la fin du XVIIe siècle par l'architecte Augustin-Charles d'Aviler. C'est la plus ancienne et la plus importante de la ville, d’où la dénomination « décanale » (église du doyen). Elle est classée au titre des monuments historiques par arrêté du 9 mars 1989.

## Historique
L'église est édifiée tout à la fin du XVIIe siècle selon les plans d'Augustin-Charles d'Aviler, architecte du roi en Languedoc. Elle est consacrée en 1702 et dénommée en l'honneur du saint patron de Sète, Louis IX.

## Structure

### Extérieur
L'entrée se situe au sommet d'un perron monumental. La façade orientale tripartie est surmontée d'un clocher à quatre baies. L'étage supérieur, sorte de lanterne ouverte sur ses quatre côtés, en fer et zinc, auquel on accède par un escalier en colimaçon en bois, est rajouté au milieu du XIXe siècle en lieu et place de l'ancien campanile d'origine en fer forgé. Le tout est surmonté d'une terrasse sur laquelle est installée en 1869 une statue en cuivre de la Vierge, de sept mètres de haut, œuvre du Lodévois Benjamin Cusson, la Vierge « Regina Maris », Reine des mers, à l'origine dorée à la feuille.

### Intérieur
L'édifice, d'un plan allongé régulier, comprend une nef de deux travées adjointe de chapelles qui conduit à un chœur de deux travées secondé par deux chapelles axiales. Elle est coupée par un transept saillant. L'abside est traitée en voussure, la voûte est en berceau anse-de-panier. 
Des centaines de Sétois sont enterrés dans les caveaux situés sous les chapelles intérieures au cours du XVIIIe siècle.

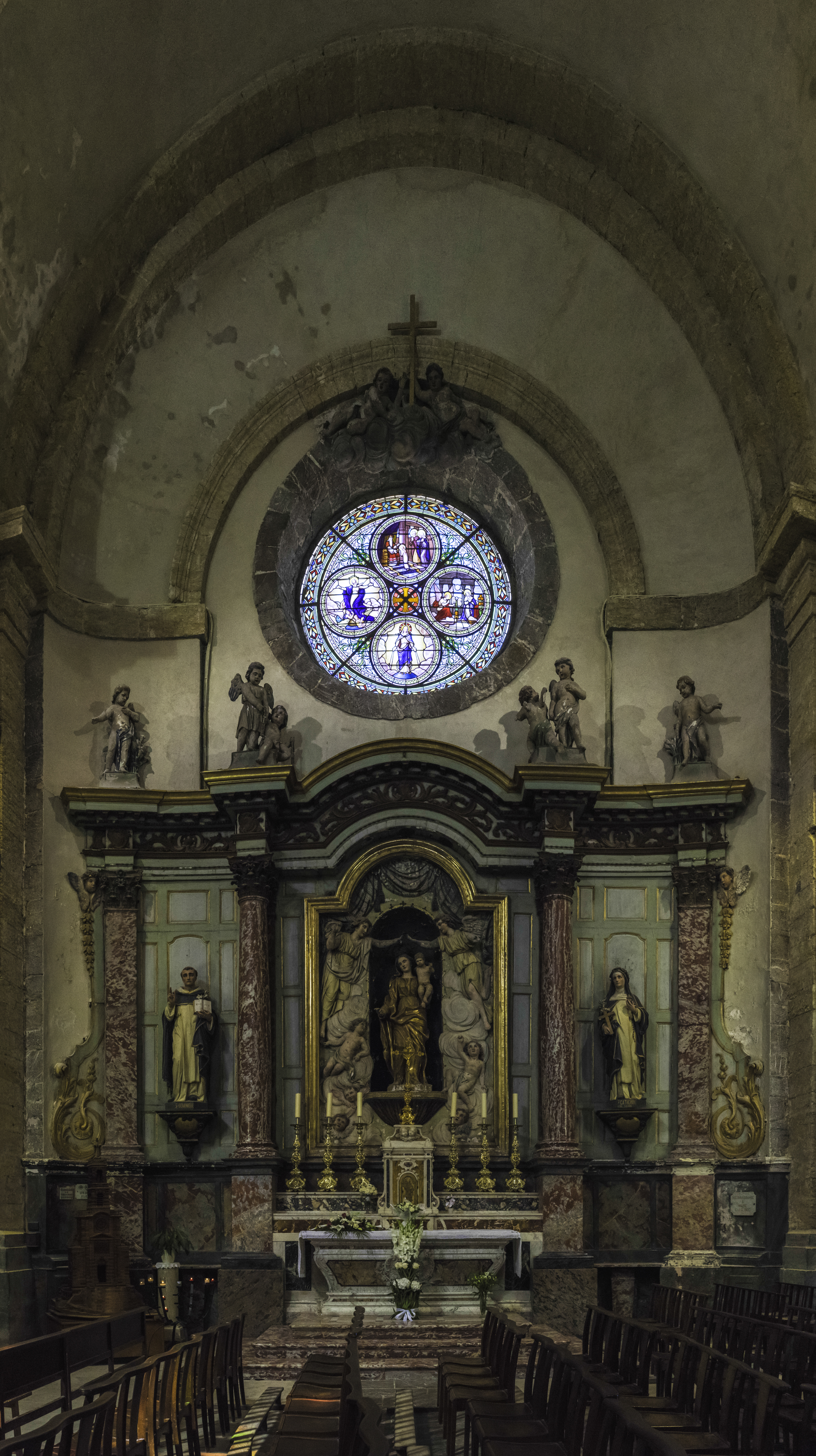
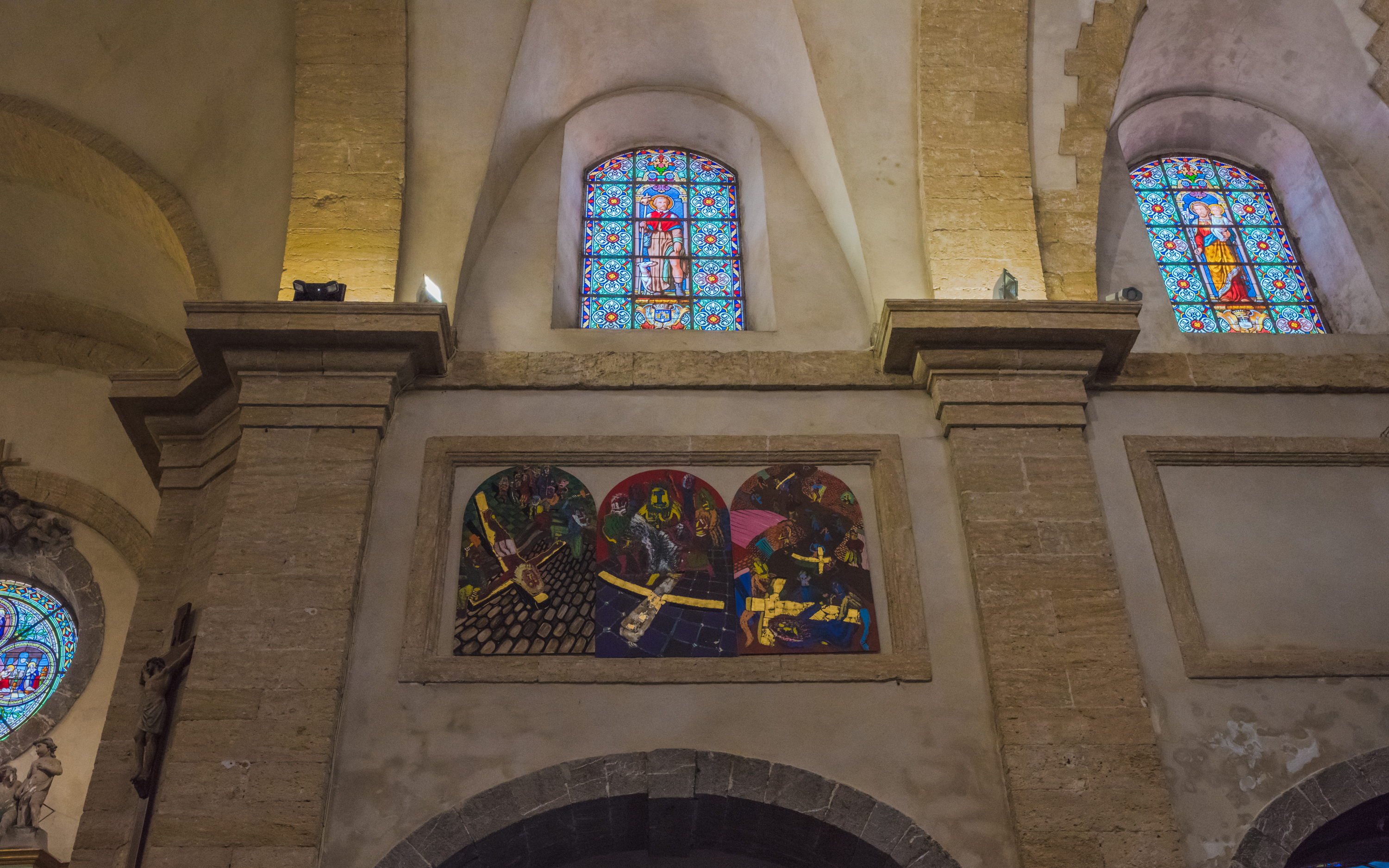
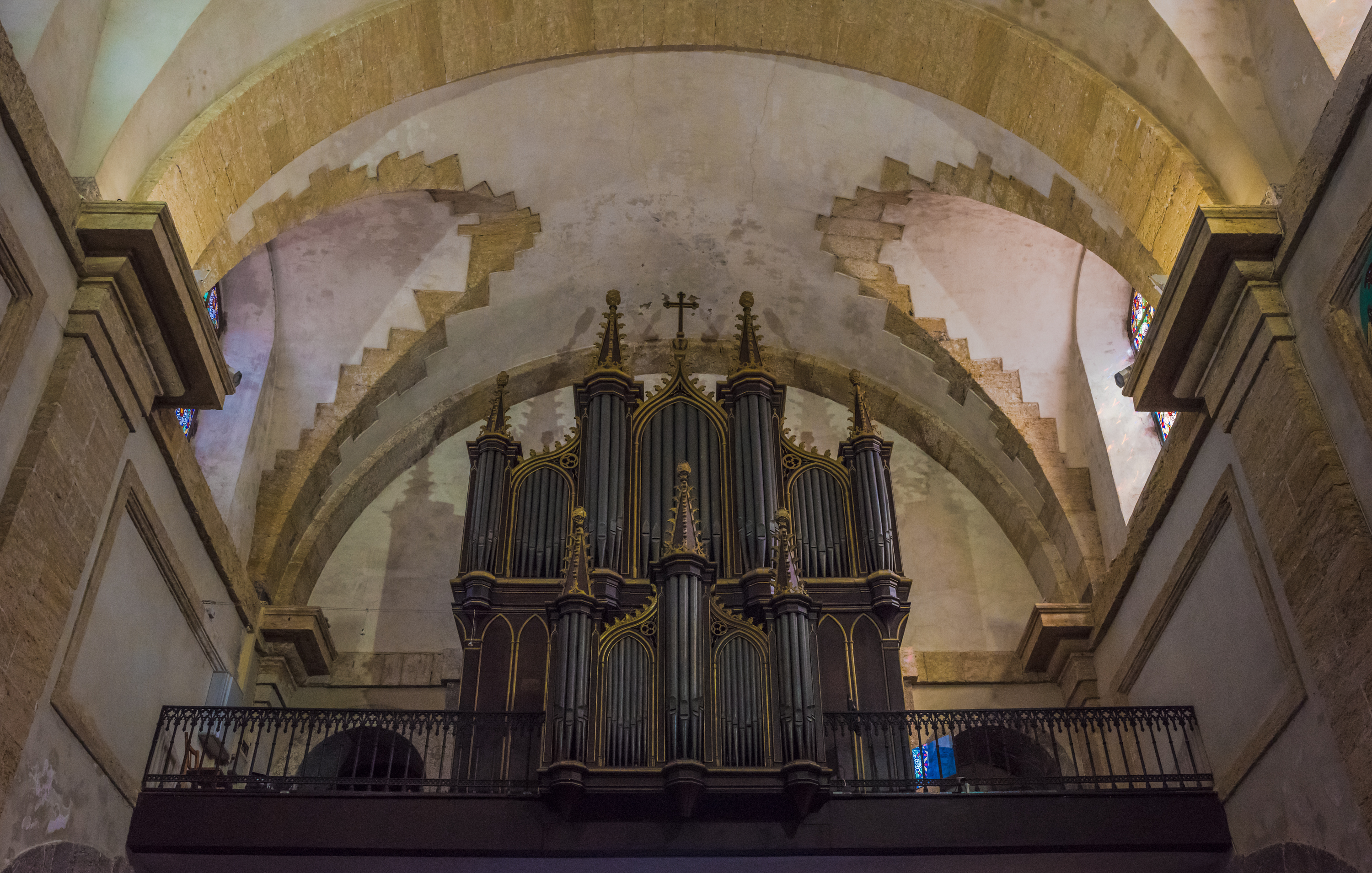

## Mobilier

### Orgue
L'orgue a été construit par Prosper-Antoine Moitessier en 1843. Maurice Puget a fait quelques travaux en 1931. Alain Sals, qui avait restauré l'instrument en 1975 (année de son classement à titre objet), a réalisé un relevage au début des années 2000.
Un deuxième orgue est également classé à titre objet des monuments historiques en 1994.

### Cloches
Son clocher a abrité jusqu'au début du XXe siècle deux importantes cloches réalisées par Jean Poutingon en 1761,. Ces cloches ont été refondues et le bourdon actuel (ré#3) date de 1924, comme la seconde cloche (la#3), beaucoup plus modeste, placée juste en dessous. À l'étage supérieur, dans la lanterne, se trouve une troisième cloche (sol3) datant de 1914.